# Mechelen (Nederland)

Mechelen (Limburgs: Mechele) is een Nederlands dorp in Zuid-Limburg. Het maakt deel uit van de gemeente Gulpen-Wittem. In 2023 telden Mechelen en omgeving ongeveer 1.745 inwoners.

## Naamsherkomst
In 1133 komt de naam de Mechluns voor, in de 14e eeuw Mechlen, in 1842 Mechelen en zou afkomstig zijn van het Germaanse *magalunas wat betekent "bij de grote, machtige plaats" en genoemd naar het Malensbos (deel van de huidige Vijlenerbossen).

## Geschiedenis
Mechelen is ontstaan als nederzetting rond een landgoed dat in 1215 door Hendrik III, hertog van Limburg geschonken werd aan de Johannieterorde. In de 14e eeuw kwam de heerlijkheid in bezit van de heer van Wittem, maar een deel van het dorp, samen met de Commanderij van de orde, bleef een enclave binnen de heerlijkheid. In 1579 en in 1588 werden het klooster en de hoeve door brand verwoest, waarop de Johannieters in 1588 naar Aken vertrokken. Zij verpachtten sindsdien hun hoeve. Aan dit alles kwam in 1796 een einde. Mechelen werd de hoofdplaats van de gemeente Wittem, tot deze einde 1998 werd opgeheven om samen met Gulpen de gemeente Gulpen-Wittem te vormen.
In 1803 splitste Mechelen zich als zelfstandige parochie af van de parochie van Wahlwiller. In de jaren daarna werd Mechelen geleidelijk een lintdorp, terwijl er in de 2e helft van de 20e eeuw ook enkele woonwijken ten zuiden van de kern ontstonden.

## Natuur en landschap
Mechelen ontstond oostelijk van de plaats waar de Mechelderbeek in de Geul uitmondt. De kern ligt op ongeveer 110 meter hoogte op de helling naar het Plateau van Vijlen, in het Geuldal. Door het dorp stroomt de Mechelderbeek deels langs de Hoofdstraat. Ten oosten van het dorp stroomt de Elzetergrub en ten zuiden de Spetsensweidebeek.
Ten westen van Mechelen rijst het Plateau van Crapoel op met daarop de bossen Schweibergerbos, Dunnenbos en Wagelerbos. In zuidoosten liggen, op het Plateau van Vijlen, de Vijlenerbossen.

## Bezienswaardigheden
Enkele markante gebouwen zijn:
- De Heerenhof, een boerderijcomplex, vroeger commanderij en pachthoeve van de Johannieterorde.
- Het Panhuis, dwangbrouwerij van de heren van Wittem.
- De Bovenste Molen, een watermolen op de Geul.
- De Onderste Molen, een watermolen op de Geul.
- In Mechelen en in nabijgelegen buurtschappen staan veel vakwerkhuizen. In een van die buurtschappen staat het rijksmonument Emmaus.
- De Sint-Jan de Doperkerk uit 1810-1811 op een kerkheuvel als plaatsvervanger van een oudere kerk.
- Heilig-Hartkapel
- Klooster Maria ter Engelen, Clarissenklooster van 1978, opgeheven in 2013.
- Hoeskamercafé 't Pintje. In dit historische gebouwtje was in 1830 reeds een zogenaamd huiskamercafé gevestigd. Op het oude uithangbord staat het jaartal 1882. In een ver verleden werd het pand al "A Ge Pintje" (Aan het Pintje) genoemd. In 1912 waren in het gebouw zelfs twéé cafeetjes ondergebracht. Ook is er ooit een restaurant achter het café geweest en werd in de kelderruimtes dagelijks vers brood gebakken. Onder het café bevindt zich de huidige bierkelder, die ooit dienst heeft gedaan als koeienstal.
- Lijst van rijksmonumenten in Mechelen
- Groeve Bissen, een geologisch monument

## Afkomstig uit Mechelen
- Piet Haan (1930-2017), wielrenner
- Henk Savelberg (1953), meesterkok
- Erik van Loo (1964), chef-kok met Michelinster
- Daryl Werker (1994), voetballer
- Claudia Rompen (1997), handbalster

## Nabijgelegen kernen
Epen, Vijlen, Nijswiller, Wahlwiller, Slenaken
Bovendien behoren tot Mechelen de buurtschappen: Bissen, Bommerig, Broek, Dal, Elzet, Helle, Hilleshagen, Höfke, Hurpesch, Kleeberg, Kosberg, Overgeul en Schweiberg.

## Externe link

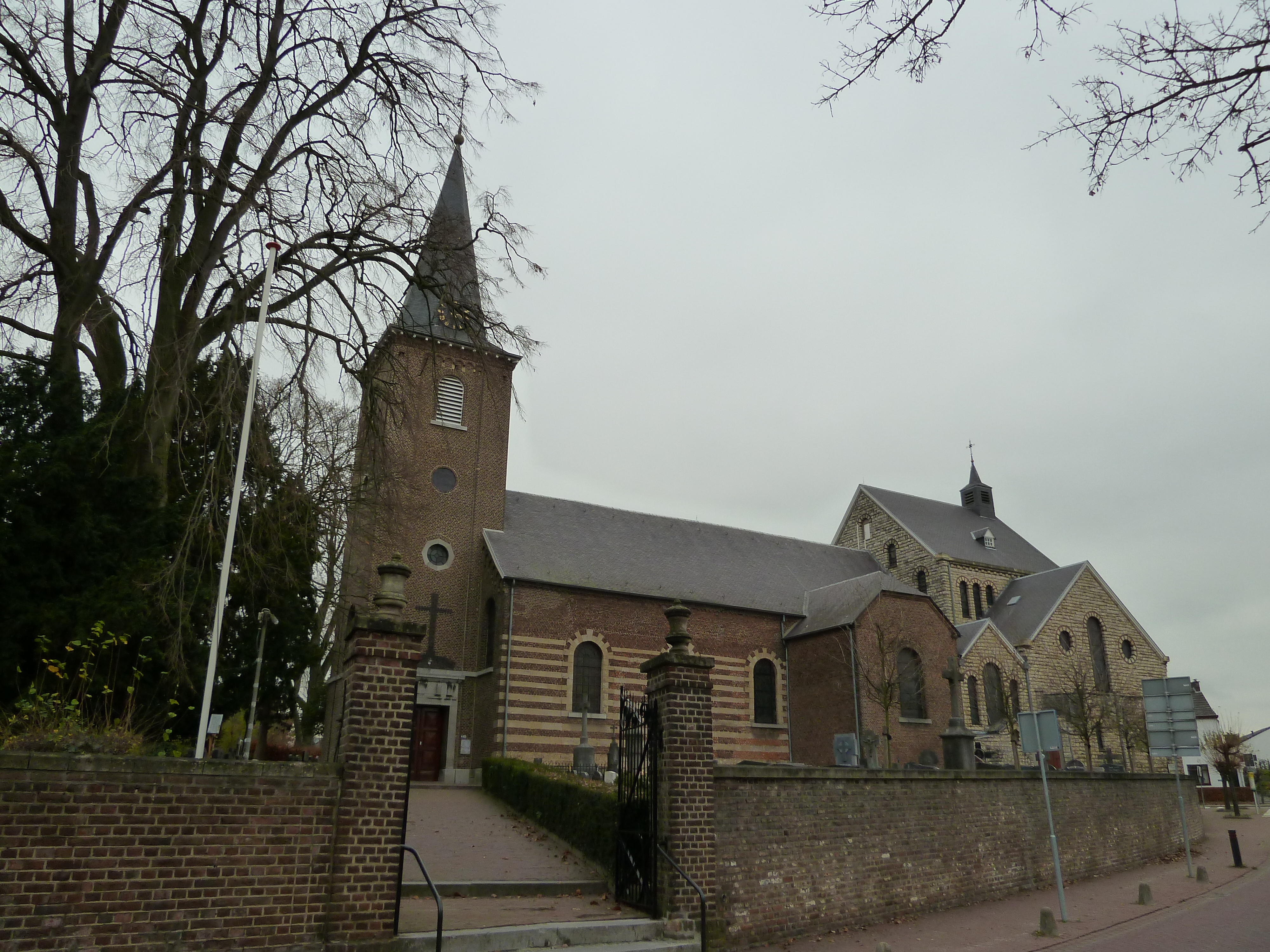
Kerk van Mechelen
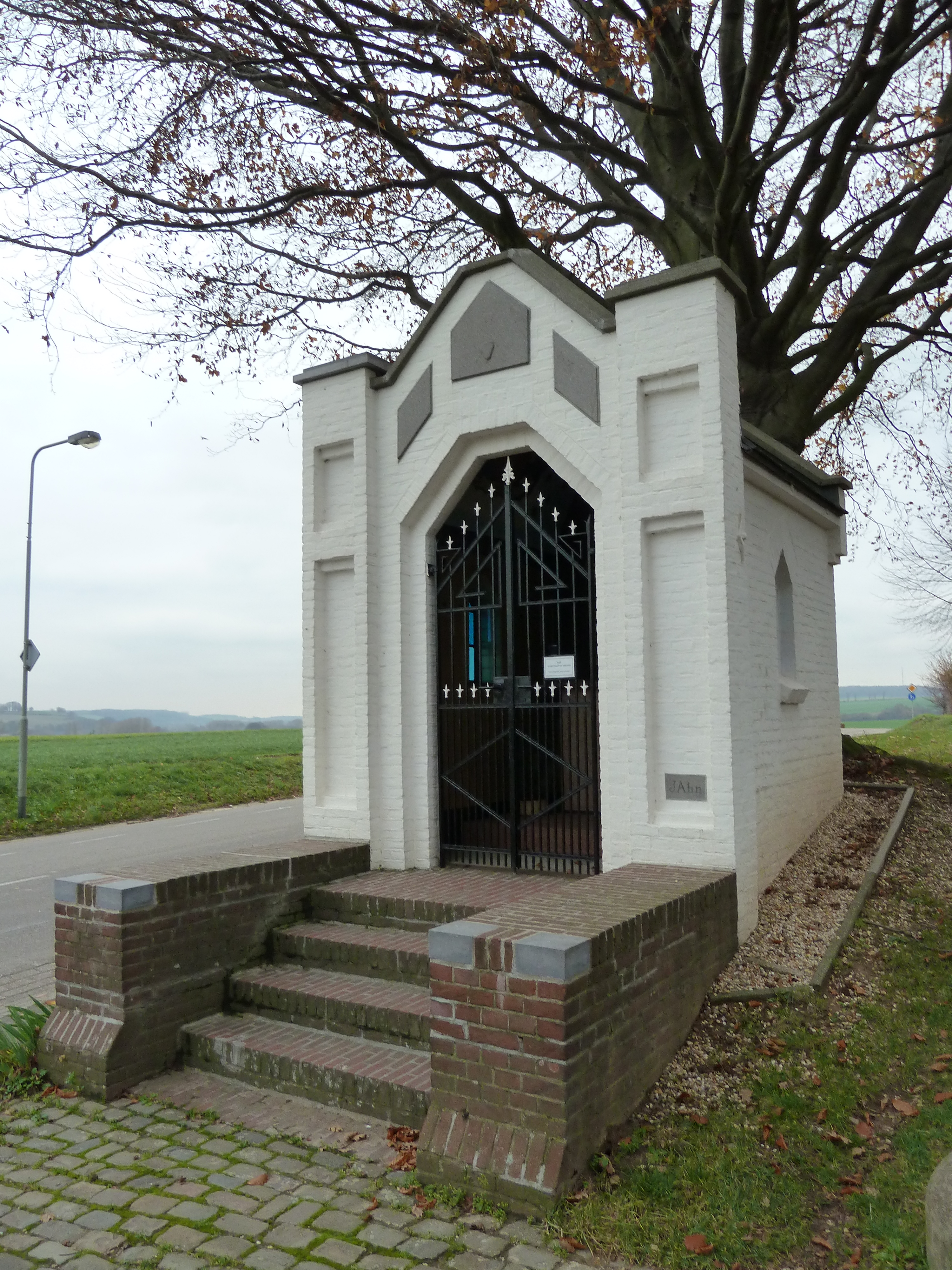
Heilig-Hartkapel aan de noordzijde van het dorp
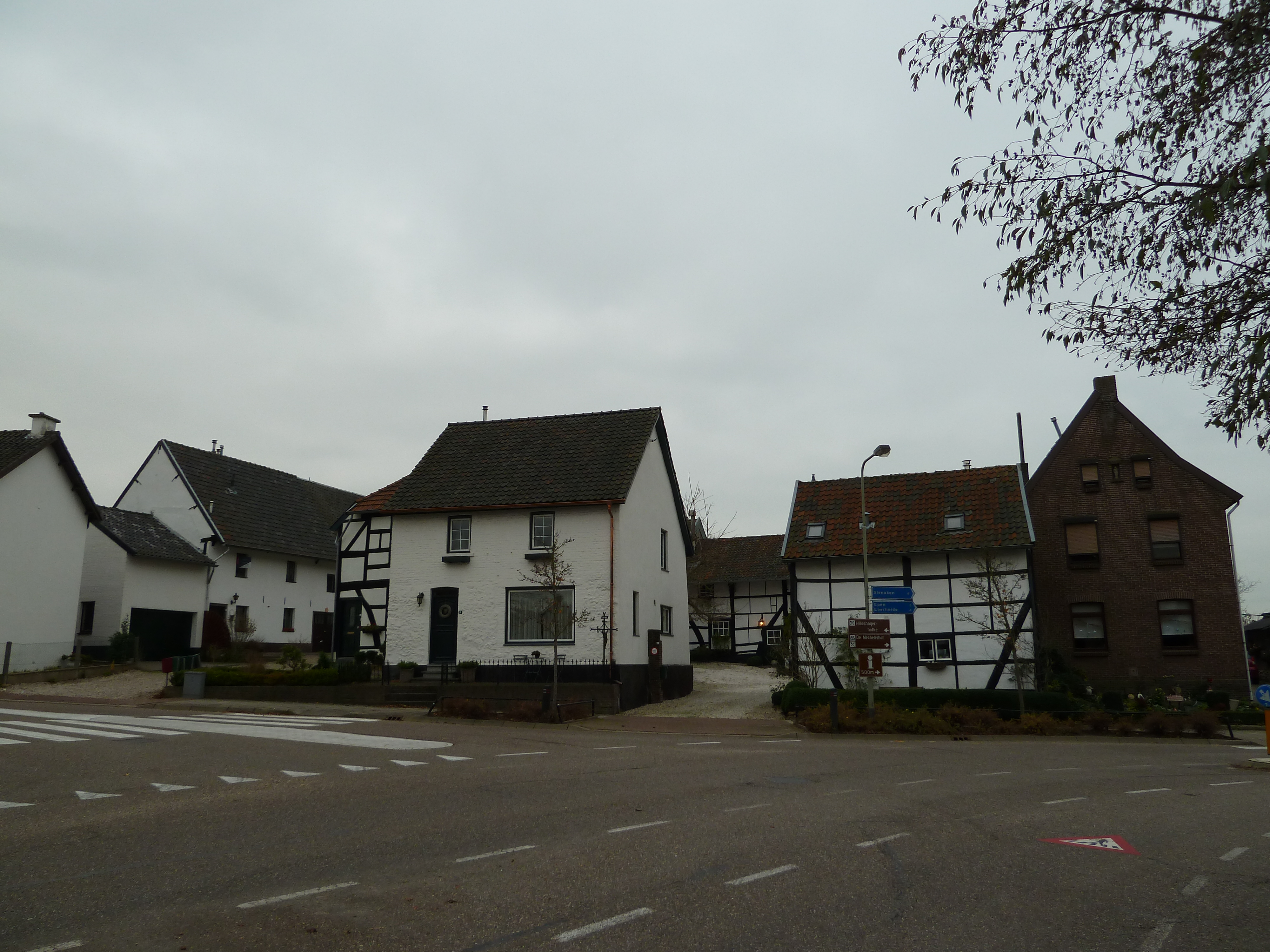
Vakwerkpanden Hilleshagerweg
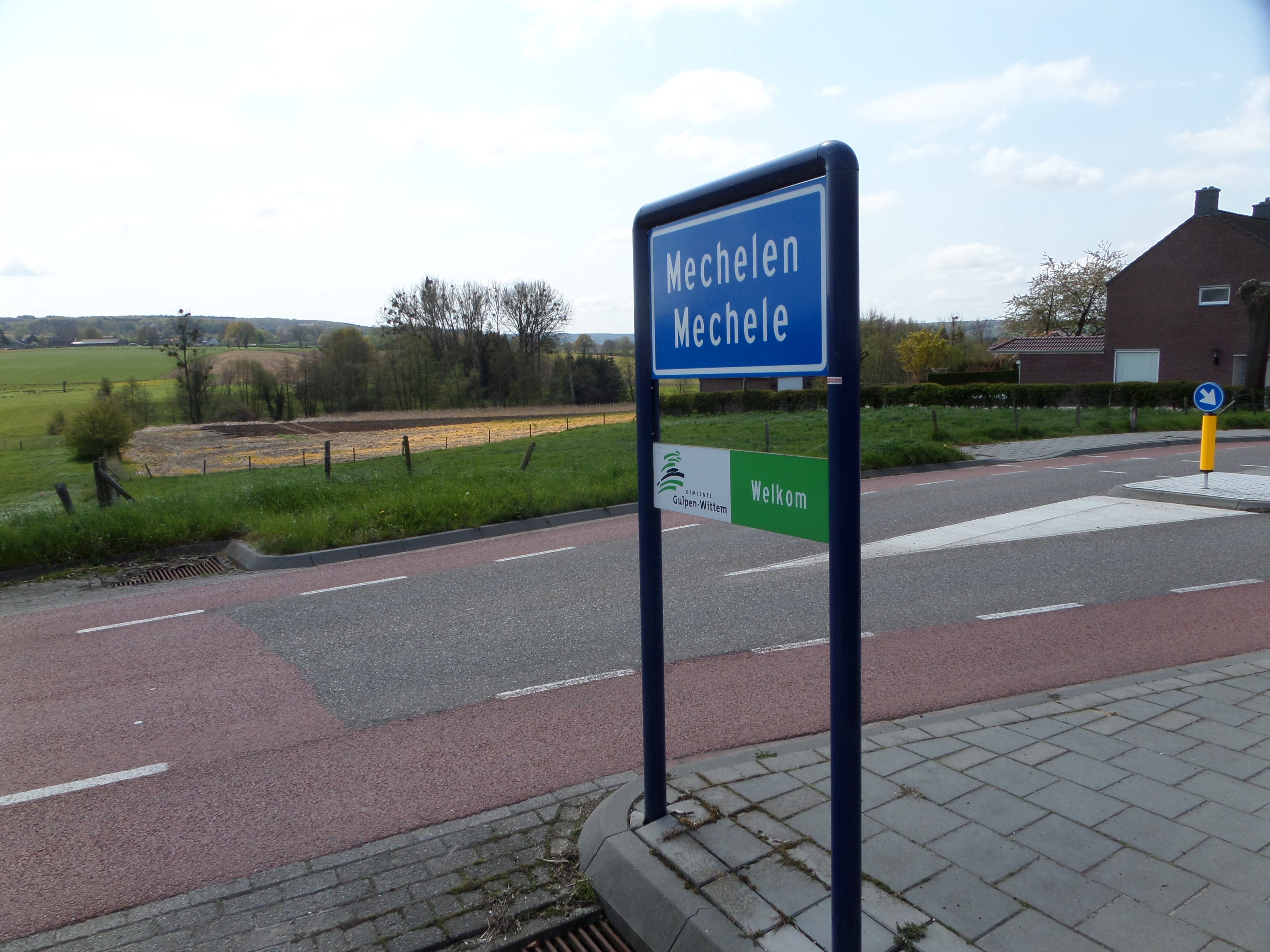
Plaatsnaambord
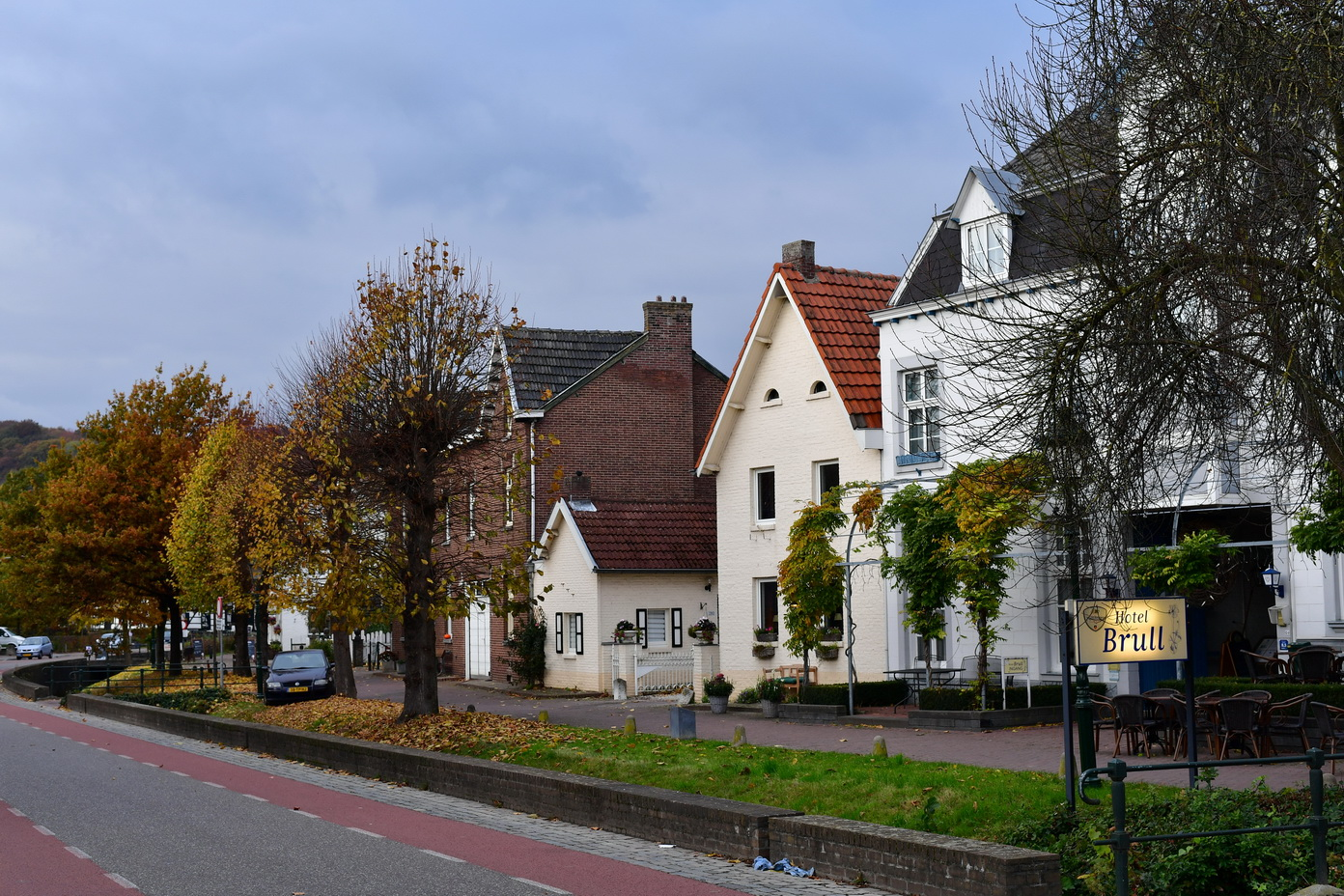
Mechelen, Hoofdstraat